# Bundera biguttata
Bundera biguttata är en insektsart som beskrevs av Li och Wang. Bundera biguttata ingår i släktet Bundera och familjen dvärgstritar. Inga underarter finns listade i Catalogue of Life.